# Halsbandvleermuis
De halsbandvleermuis (Cheiromeles parvidens) is een vleermuis uit het geslacht Cheiromeles die voorkomt op Mindanao, Mindoro en Negros (Filipijnen) en Celebes en Sanana (Indonesië). In de Filipijnen komt deze soort voor zover bekend voor in landbouwgebieden tot 200 m hoogte. Als slaapplaats gebruikt hij waarschijnlijk boomholtes.
Het is een grote vleermuis met lange, smalle vleugels en een lange staart. Doordat de vacht zeer fijn is, lijkt het dier naakt. De kop-romplengte bedraagt 104,2 tot 115,4 mm, de staartlengte 54,3 tot 64,1 mm, de voorarmlengte 71,0 tot 76,0 mm, de tibialengte 29,1 tot 32,9 mm, de oorlengte 24,1 tot 28,4 mm en het gewicht 75 tot 100 g. Mannetjes zijn een stuk groter dan vrouwtjes. Deze maten zijn gebaseerd op negen exemplaren (vier mannetjes, vijf vrouwtjes) uit Sanana.